# 根源
根元（こんげん）あるいは根源（こんげん）とは、
- ものごとのおおもとのこと[1]。
- 起こり[1]。はじまり。

## 概説
「根源」という言葉は「根」という字と「源」という字から成り立っており、「根」という字は、木へんの字で、意味は植物の根である。「源」という字ほうは、さんずいで、「みなもと」「水（み）のもと」という意味（＝水源）である。
次に根源に関する言及を辿る。
古代ギリシアではものごとのἀρχή アルケーは何なのか、ということが問われた。このアルケーを日本語に訳す時に一般的に（/しばしば）「根源」があてられている。アリストテレスは『形而上学』で、先人たちのアルケーに関する見解を紹介し、ミレトスのタレースは万物のアルケーは水だとしたと言い、ヘラクレイトスは火、ピュタゴラスは数、エンペドクレースは土・水・火・空気の四大からなるリゾーマタ、デモクリトスはアトモス（不可分体）、アナクシマンドロスは無限定（ト・アペイロン、en:Apeiron）だとしたという。
アルケーの対語は「τελος （telos テロス)」であり、「終わり・目的・完成」というような意味の言葉である。
古代ギリシア語の「ἀρχή アルケー」を、古代ローマのキケロがラテン語に翻訳する時に「principium プリンキピウム」という語をあてたという。そしてἀρχή はprincipium系の言葉に訳すことが定着した。『新約聖書』の『ヨハネによる福音書』はもともとギリシア語であるがそのΚατά Ιωάννην Ευαγγέλιοは、その冒頭に、コイネーギリシア語で「Εν αρχηι ην ο Λόγος （En arkhēi ēn ho logos、エン・アルケー・エーン・ホ・ロゴス）」と記されており、代表的なラテン語訳である『ウルガータ聖書』でも、この部分を「In principio erat verbum 」と訳している。日本語では「はじめに言葉があった」などと訳されている。（なおここで「Λόγος ロゴス」はラテン語では「Verbum」と訳されたわけである。）なおこの文を後ろまでたどると、ラテン語では「in principio erat Verbum et Verbum erat apud Deum et Deus erat Verbum」となっており、「はじめにことばがあった。ことばは神とともにあった。ことばは神であった。」などと訳されている。
（「principium」は、後の時代、自然哲学・自然科学などでも、学術的な体系の最初に置かれる言明などを指す用語としてさかんに使われるようになったわけであるが、この文脈のprincipiumは近年の日本語では「原理」と訳すことが一般的になっている）